# Метиловий жовтий
Метиловий жовтий (диметиловий жовтий) — це органічна сполука з молекулярною формулою C14H15N3. Це азобарвник, отриманий з диметиланіліну.
Цю речовину використовують як барвник для пластмас, а також можуть використовувати як індикатор кислотності.

## Синтез
Його отримують шляхом діазотування аніліну і подальшого з'єднання з N,N-диметиланіліном.

## Фізичні властивості
Жовта тверда речовина, що плавиться за температури 114-117 °C. Метиловий жовтий розчинний у спиртах, ефірах, бензолі, трихлорметані, петролейному ефірі, в оліях, у неорганічних кислотах і піридині, та нерозчинний у воді.
У водному розчині при низькому значенні рН (<2,9) метиловий жовтий набуває червоного кольору. У діапазоні рН від 2,9 до 4,0 він змінює свій колір, а за рН > 4,0 стає жовтим.

## Шкідливість
Можливий канцероген, проте цю речовину використовували як харчову добавка до масла та маргарину, перш ніж було визнано його токсичність. 

## Історія
Метиловий жовтий був синтезований Пітером Гріссом у 1860-х роках у Королівському хімічному коледжі в Лондоні.  Цей барвник використовувався для фарбування вершкового масла в Німеччині   та інших частинах світу[джерело?] протягом другої половини XIX століття та на початку XX століття, перш ніж бути поступово припиненим у 1930-х та 40-х роках. Саме в 1930-х роках дослідження під керівництвом Ріоджуна Кіносіти показало зв'язок між кількома азобарвниками та раком, пов'язавши речовину з раком печінки у щурів після двох-трьох місяців впливу.  У 1939 році Міжнародний конгрес з дослідження раку видав рекомендацію щодо заборони харчових барвників, що викликають рак (зокрема метиловий жовтий), у виробництві харчових продуктів.  
У 2014 році було виявлено, що продукція сушеного тофу (також відомого як дуган 豆乾) з Тайваню була фальсифікована метиловим жовтим, який використовувався як барвник. 